# Ołeksij Klamar
Ołeksij Klamar, ukr. Олексій Клямар (ur. 11 kwietnia 1987 w Równem) – ukraiński siatkarz, grający na pozycji przyjmującego, reprezentant Ukrainy. Od sezonu 2019/2020 występuje we francuskiej drużynie AS Cannes VB.

## Sukcesy klubowe
Mistrzostwo Ukrainy:
- 2012
- 2010

Mistrzostwo Rumunii:
- 2016

Puchar Francji:
- 2018[1]

Mistrzostwo Francji:
- 2021

## Sukcesy reprezentacyjne
Letnia Uniwersjada:
- 2011, 2015

Liga Europejska:
- 2017[2]

## Nagrody indywidualne
- 2017: Najlepszy przyjmujący Ligi Europejskiej